# L'ultima sfida (film 2025)
L'ultima sfida è un film del 2025 diretto da Antonio Silvestre alla sua opera prima.

## Trama
Massimo De Core è il capitano di una squadra amata da tutto il popolo del calcio italiano. Ma si porta addosso la definizione di "perdente di successo" che gli pesa e che lo sente ancora di più nel momento in cui la sua squadra dovrà concorrere per la finale che potrebbe farla diventare superiore.

## Distribuzione
Il film è stato distribuito nelle sale cinematografiche italiane il 3 aprile 2025.